# 300221 Brucebills
300221 Brucebills este o planetă minoră (asteroid) din centura de asteroizi. A fost descoperită pe 10 decembrie 2006 la  de David R. Skillman⁠(d). 
Obiectul prezintă o orbită caracterizată de o semiaxă mare de 3,1325901284485 UAi, o excentricitate de 0,17, o înclinație de 10,4 ° în raport cu ecliptica.